# Kegaon
Kegaon é uma vila no distrito de Raigarh, no estado indiano de Maharashtra.

## Demografia
Segundo o censo de 2001, Kegaon tinha uma população de 7 924 habitantes. Os indivíduos do sexo masculino constituem 55% da população e os do sexo feminino 45%. Kegaon tem uma taxa de literacia de 81%, superior à média nacional de 59,5%: a literacia no sexo masculino é de 86% e no sexo feminino é de 76%. Em Kegaon, 12% da população está abaixo dos seis anos de idade.